# Крижай, Иосип
Иосип «Пепи» Крижай (словен. Josip "Pepi" Križaj), по итальянским документам Джузеппе Крицаи (итал. Giuseppe Krizai), испанский псевдоним Хосе Антонио Гальяссо (исп. José Antonio Galiasso; 13 марта 1911, Коприва, община Снежана — 8 октября 1948, около горы Снежник) — югославский словенский пилот, участник Гражданской войны в Испании и Второй мировой войны. Нёс службу в военно-воздушных силах Югославии, Испании и Италии.

## Биография

### Детство и юность
Родился в селе Коприва-на-Карсте (венгерское графство Гориция и Коришка, тогда ещё часть Австро-Венгрии). Окончил Салезианскую школу в Любляне, поступил в торговую школу в Коприве, однако вскоре забросил её и вернулся домой. Работал в магазине в Опчине, а затем со своим дядей в Айдовщине. С юного возраста интересовался авиацией и мечтал о полётах.

### Служба в Италии
После Первой мировой войны та часть Словении, где жил Иосип, перешла к Италии, и юный словенец получил автоматически гражданство этой страны, получив имя Джузеппе Крицаи. Осенью 1929 года итальянские Военно-воздушные силы объявили о наборе в лётные школы. Сообщение о наборе учеников пришло и Иосипу. После успешного завершения обучения в Капуе (близ Неаполя) 11 марта 1930 139 из 339 курсантов прошли воздушные испытания, и этим счастливчикам были присвоены звания младших офицеров, а также выданы лицензии на воздушные полёты компанией Breda. Иосип попал в число этих счастливчиков.
В Италии Крижай нёс службу в эскадре вместе с будущим маршалом и министром авиации Итало Бальбо. Несколько раз он присутствовал на митингах, посвящённых Бальбо, и участвовал в воздушных шоу, символизировавших могущество итальянской авиации. Вместе с тем власть фашистов в Италии стала оказывать всё большее и большее давление на общины славянских народов в Италии, в том числе и на словенцев. Подобное неуважение к соотечественникам заставило Крижая впервые задуматься о возвращении на свою историческую родину.
Несмотря на благоприятные отзывы со стороны командования и заявления о том, что «Джузеппе Крицаи является не просто выдающимся пилотом, но и надёжным и дисциплинированным солдатом», словенец твёрдо решил покинуть страну. Хотя его как неитальянца переводили в резервные части и даже разжаловали однажды до рядового механика, Иосип всё больше и больше стремился попасть на Родину и продолжал искать возможности для бегства в Югославию.

### Воздушное шоу 1930 года
Летом 1930 года, когда завершался очередной курс обучения пилотов, итальянцы объявили о скорейшем проведении военных манёвров. Курсанты авиаучилищ старались изо всех сил попасть в число тех лучших, которые примут участие в манёврах. Иосипу выпала честь возглавить лётную группу, о чём ему сообщил сам директор авиационной школы в Капуе.
Авиагруппа Крижая организовала несколько показательных полётов с различными акробатическими элементами. Во время одного из полётов Крижай оказался в непростой ситуации — ему предстояло лететь на низкой высоте над ангаром, что было довольно рискованно. Однако Иосип благодаря умению управлять машиной справился и с этой задачей, отлично выступив и на самих манёврах. За участие он был награждён специальной медалью.
Помимо всего прочего, он участвовал и в других соревнованиях: в Милане в 1931 году он завоевал медаль в авиашоу аэроклуба «Эмилио Пенсути». Обе медали в настоящий момент хранятся в Национальном военном музее Логатеца.

### Бегство в Югославию
25 июня 1932 Джузеппе Крицаи снова стал Иосипом Крижаем: во время военных учений над аэродромом Кампоформидо в Удине словенский пилот сел в самолёт Fiat AS1 и взлетел. Без дозаправок и остановок он летел до Любляны, и его исчезновение обнаружили не сразу. Вскоре он добрался до главного словенского города, совершил несколько кругов и приземлился на аэродроме Сиска.
После приземления Иосип попросил у властей Югославии политического убежища. Власти Любляны не поверили словам Иосипа и отправили его в тюрьму, арестовав попутно всю его семью. Вскоре Иосипа перевели сначала в Лозницу, а затем в Биелино. Только после долгих допросов было принято решение освободить пилота из тюрьмы: сербы оказались более благосклонны к возвращенцу, чем его собственные словенские соотечественники. В Италии же его заочно осудили за хищение самолётов и незаконное пересечение границы, приговорив к 16 месяцам тюрьмы.
Поначалу Иосип разочаровывался жизнью и бытом югославов: он не мог найти работу в Биелино, часто голодал (один раз в больнице города Биелино в столовой Иосип обнаружил живую крысу). Однако спустя два года он вернулся в Любляну к сестре Станиславе. В 1934 году ему оформили югославское гражданство и зачислили его в ряды ВВС Югославии в воинском звании сержанта.

### Служба во время Гражданской войны в Испании
В 1936 году в Испании разгорелась гражданская война, и Иосип Крижай в составе Интернациональных бригад отправился в Испанию оказывать помощь республиканцам, как это делали его многочисленные соотечественники. В августе 1936 года он прибыл в Испанию, был зачислен в состав ВВС Второй Республики и вскоре провёл свой первый воздушный бой. Он совершил более сотни вылетов, в двух из них его самолёт был сбит. Первый раз это случилось 11 сентября: его самолёт был сбит истребителем Neuport 52 под командованием сержанта Магистрини и приземлился на газоне близ Талаверы.
Второй раз это произошло 15 сентября. Изначально утверждалось, всё тот же Магистрини повторно сбил Крижая, однако в бортовом журнале у Магистрини записей об этом событии сделано не было. По испанским данным, это сделал Хосе Гарсия Морато, что впоследствии и было подтверждено. Изначально фигурировала версия, что он управлял самолётом Leoire 46, что выглядит маловероятным, поскольку таких самолётов в Испании было немного. В тот день Крижай, который сопровождал несколько бомбардировщиков Potez 530, на высоте 3000 м столкнулся с тремя истребителями Cassia Rosatelli CR-32. В течение 15 минут словенец отбивался от атак, но Гарсия Морато сбил самолёт Крижая Dewoitine D.371, и словенец потерпел второе поражение в воздухе.
Раненый Иосип выпрыгнул из горящего самолёта и спасся от смерти, однако попал в плен к франкистам. К тому же он потерял два пальца на ноге, а из-за раскрывшегося не вовремя парашюта ещё и сломал три ребра. На лице у Иосипа остались ещё несколько шрамов, которые он получил во время пожара. Пока он лечился в госпитале, туда приехал американский кинооператор из компании Paramount Pictures, который специально для военной хроники заснял на плёнку несколько эпизодов из жизни Иосипа в больнице. Сам лётчик отправил домой письмо своей сестре Марии Фагель в Айдовщино (ещё одна копия попала сестре Станке в Птуй). В письме Иосип писал, что во время воздушного боя он был сбит, но остался в живых. Получившая письмо Станка обратилась в Париж с просьбой вернуть своего брата из плена. Его и двух советских лётчиков обменяли на трёх итальянских пилотов.
По возвращении из плена Иосип продолжил службу на самолёте Dewoitine D.371 под руководством советских инструкторов. Ему предстояло оборонять воздушное пространство на восточном побережье Испании, с чем Крижар прекрасно справился. Его знакомый пилот Луис Ангосто Ортис говорил об Иосипе как о хладнокровном, рационально мыслящем и храбром человеке. Несмотря на всю тяжесть работы и строгость, к Иосипу относились с большим уважением.
В апреле 1938 года Иосип Крижай вернулся в Югославию. В итоге на его счету оказались три сбитых вражеских самолёта, а сам он получил воинское звание поручика ВВС Второй Республики.

### Народно-освободительная война
Вернувшегося на родину Крижая снова встретили довольно холодно. Он был назначен секретарём аэроклуба в Сомборе, а также проводил уроки полётов на планере. В Смедеревске-Паланке он работал инструктором по пилотажу, впервые в 1939 году пригласив местных первокурсников на авиавыставку. Среди студентов он познакомился со своей будущей женой Елицей (Еленой) Стефанович, также лётчицей ВВС Югославии. В апреле 1940 года они поженились, и эта свадьба стала первой свадьбой пилотов в Югославии.
6 апреля 1941 началась война против Германии: Иосип срочно отправился на аэродром в Сараево, однако паниковавшие солдаты королевской армии не сумели толком подготовить машины, и почти вся авиация была уничтожена на ВПП немецкими бомбардировщиками. Крижай попал в немецкий плен и был отправлен в лагерь, но сбежал оттуда и вернулся в белград к жене Елице. После оккупации страны он перевёз жену в деревню, чтобы обезопасить её от немецких патрулей.
Сам он каким-то образом попал в СССР, где продолжил службу в советской авиации. После освобождения страны он стал командиром 3-й эскадрильи 11-й истребительной дивизии. Иосип участвовал в боях на Сремском фронте, в августе 1945 года его наградили Орденом за храбрость, а сам он получил звание лейтенанта. По окончании войны его эскадрилья перебазировалась на аэродром Велика-Горица близ Загреба. Там 9 июня 1945 он на самолёте DH 82 Tiger Moth вылетел в Айдовщину. Его встречали многочисленные земляки и родственники, а сам он со слезами радости говорил землякам «Вот и я!»

### Последние годы жизни
В мае 1947 года Иосип Крижар возглавил пилотажную группу в Любляне в звании капитана. Он был помощником командира дивизии, неся ответственность за проведение операций. Его истребители совершали полёты в Пулу во время учений.
8 октября 1948 Крижар отправился на разведывательный полёт, поскольку близ Карловаца армия планировала провести крупные военные учения. Время и погода были абсолютно неблагоприятны для полётов, и Крижай не был готов лететь. Однако ему выдали старый самолёт Як-3, который к тому же ещё был недозаправлен. На аэродроме во время дозаправки Крижай встретился с одним из генералов армии, который восхищался профессионализмом Иосипа и его умением командовать эскадрильей. Когда Крижай взлетел, над Любляной уже была ночь, а небо было в плотных облаках. Крижай некоторое время кружил над аэродромом, но затем полетел в сторону Приморья по старой привычке.
Спустя несколько часов самолёт Иосипа Крижая врезался в гору Снежник. Словенский пилот погиб на месте. Причиной гибели, по мнению большинства экспертов, стала нехватка топлива, однако нашлись и те, кто считал, что командование намеренно направило пилота на «почётную гибель». Спустя три дня спасатели нашли и обломки самолёта, и тело пилота. Со всеми воинскими почестями Иосип Крижай был похоронен на кладбище. На церемонии прощания присутствовали лучшие лётчики Югославии.

## Память
Аэроклуб в Айдовщине ныне носит имя Иосипа Крижая. Ему также поставлен памятник в аэропорту Порторож.